# Gerichtsbezirk Karbitz
Der Gerichtsbezirk Karbitz (tschechisch: soudní okres Chabařovice) war ein dem Bezirksgericht Karbitz unterstehender Gerichtsbezirk im Kronland Böhmen. Er umfasste Gebiete im Norden Böhmens im Okres Ústí nad Labem. Zentrum des Gerichtsbezirks war die Stadt Karbitz (Chabařovice). Das Gebiet gehörte seit 1918 zur neu gegründeten Tschechoslowakei und ist seit 1991 Teil der Tschechischen Republik.

## Geschichte
Die ursprüngliche Patrimonialgerichtsbarkeit wurde im Kaisertum Österreich nach den Revolutionsjahren 1848/49 aufgehoben. An ihre Stelle traten die Bezirks-, Landes- und Oberlandesgerichte, die nach den Grundzüge des Justizministers geplant und deren Schaffung am 6. Juli 1849 von Kaiser Franz Joseph I. genehmigt wurde. Der Gerichtsbezirk Karbitz gehörte zunächst zum Kreis Leitmeritz und umfasste 1854 die 33 Katastralgemeinden Arbesau, Auschine, Böhmisch Kahn, Böhmisch-Neudörfl, Ebersdorf, Herbitz, Hohenstein, Johnsdorf, Karbitz, Kleinkahn, Kninitz, Kulm, Liesdorf, Lochtschitz, Mariaschein, Marschen, Modlan, Nollendorf, Peterswald, Priesten, Raudnig, Saara, Schande, Schönfeld, Schönwald, Sobochleben, Straden, Streckenwald, Strisowitz, Telnitz, Tillisch, Troschig und Wiklitz. Der Gerichtsbezirk Karbitz bildete im Zuge der Trennung der politischen von der judikativen Verwaltung ab 1868 gemeinsam mit dem Gerichtsbezirk Außig den Bezirk Außig.
Im Gerichtsbezirk Karbitz lebten 1869 20.715 Menschen, 1900 waren es 30.470 Personen. Der Gerichtsbezirk Karbitz wies 1910 eine Bevölkerung von 33.259 Personen auf, von denen 21.367 Deutsch und lediglich 1.983 Tschechisch als Umgangssprache angaben. Im Gerichtsbezirk lebten zudem 483 Anderssprachige oder Staatsfremde.
Durch die Grenzbestimmungen des am 10. September 1919 abgeschlossenen Vertrages von Saint-Germain kam der Gerichtsbezirk Karbitz vollständig zur neugegründeten Tschechoslowakei, wobei die Gerichtseinteilung bis 1938 im Wesentlichen bestehen blieb. Nach dem Münchner Abkommen wurde das Gebiet dem Landkreis Aussig bzw. dem Sudetenland zugeschlagen. Nach dem Zweiten Weltkrieg wurde das Gebiet Teil des Okres Ústí nad Labem, zu dem es bis heute gehört. Nachdem die Bezirksbehörden im Zuge einer Verwaltungsreform 2003 ihre Verwaltungskompetenzen verloren, werden diese von den Gemeinden bzw. dem Ústecký kraj wahrgenommen, zudem das Gebiet um Chabařovice seit Beginn des 21. Jahrhunderts mit anderen Bezirken zusammengefasst wurde.

## Gerichtssprengel
Der Gerichtssprengel umfasste 1910 die 34 Gemeinden Arbesau (Varvažov), Auschine (Úžín), Böhmischkahn (Velké Chvojno), Böhmisch Neudörfl (Český Újezd), Ebersdorf (Habartice), Herbitz (Hrbovice), Hohenstein (Unčín), Johnsdorf (Habrovice), Karbitz (Chabařovice), Kleinkahn (Malé Chvojno), Kninitz (Knínice), Kulm (Chlumec), Liesdorf (Liboňov), Lochtschitz (Lochočice), Mariaschein (Bohosudov), Marschen (Maršov), Modlan (Modlany), Nollendorf (Nakléřov), Peterswald (Petrovice), Priesten (Přestanov), Raudnig (Roudníky), Saara (Žďár), Schanda (Žandov u Chlumce), Schönfeld (Tuchomyšl), Schönwald (Krásný Les), Senseln (Zalužany), Sobochleben (Soběchleby), Straden (Stradov), Streckenwald (Větrov), Strisowitz (Střížovice), Tellnitz (Telnice), Tillisch (Dělouš), Troschig (Strážky) und Wiklitz (Vyklice).